# Волянский, Юрий Леонидович
Волянский Юрий Леонидович (12 февраля 1940 — 17 октября 2013) — украинский ученый в области микробиологии и иммунологии, доктор медицинских наук (1980), профессор (1981), академик Академии наук высшей школы Украины (1994), академик Экологической академии Украины (1996). Первым в истории независимой Украины удостоен звания Заслуженного деятеля науки и техники Украины (1991).
В 1983—2013 — директор ХГМИ им. И. И. Мечникова (ныне Институт микробиологии и иммунологии имени. И. Мечникова Академии медицинских наук Украины) и заведующий кафедрой клинической иммунологии и микробиологии Харьковской медицинской академии последипломного образования МЗ Украины.

## Биография
Волянский Юрий Леонидович родился 12 февраля 1940 года в селе Новогригоровка Арбузинского района Николаевской области. Он был вторым ребенком в многодетной семье, в которой было еще двое его братьев и сестра (Алим (ныне — вице-адмирал флота) — старший, Неля (ныне — врач города Мариуполя) и Леонид — младшие). Отец — Волянский Леонид Иванович (1913 года рождения) работал слесарем в депо станции Помошная Одесско-Кишинёвской железной дороге, мать — Волянская Екатерина Андреевна (1918—2012) — работала учительницей младших классов в Новогригорьевской начальной школе, которая сейчас носит ее имя.
Великая Отечественная война забрала у семьи Волянских отца, который добровольно ушел на фронт (хотя имел бронь от обязательного призыва) и погиб 7 мая 1944 года под г. Яссы в восточной Румынии). Мама — Екатерина Андреевна, потеряв мужа, больше не выходила замуж и, имея четырех детей, тяжело работала на разных работах, чтобы их вырастить, дать им образование и вывести в люди. Поэтому небезоблачным было послевоенное детство Юрия Леонидовича. Он рано — в 6 лет пошел в третий класс школы, куда брала его мама. В 1955 году, когда Юрию исполнилось 15 лет, он окончил Воєводську сельскую школу Арбузинского района Николаевской области и, поскольку сразу не удалось поступить в Вуз, он 2 года проработал в колхозе им. Андреева этого же района.
В 1957—1963 учился на санитарно-гигиеническом факультете Одесского медицинского института им. М. И. Пирогова, после окончания которого получил квалификацию врача по специальности «Санитарно-гигиеническая дело». Еще будучи студентом третьего курса, он ушел работать врачпомом Одесской психиатрической больницы.
После окончания института (в соответствии с государственным направлением) с 1963 до 1968 работал заместителем главного врача Герцаєвской районной больницы г. Герца Черновицкой области. В 1968 году поступил в аспирантуру на кафедру микробиологии Черновицкого медицинского института, которую успешно окончил в 1971 году. В этом же году в специализированном совете Кишиневского государственного медицинского института защитил кандидатскую диссертацию на тему «Некоторые аспекты эпидемиологии и профилактики стафилококковой инфекции».
С 1971 до 1973 работал ассистентом, а с 1973 до 1976 — доцентом кафедры микробиологии Черновицкого медицинского института. В 1975 году ВАК СССР присвоил Волянскому Ю. Л. научное звание «доцент». В течение 1976—1977 годов работал на должностях в. а. заведующего кафедрой и доцента кафедры микробиологии Черновицкого медицинского института, а в 1977 году с семьей переехал в г. Новокузнецк Кемеровской области, где возглавил кафедру микробиологии Новокузнецкого института усовершенствования врачей.
В 1981 году защитил докторскую диссертационную работу на тему: «Противомикробная активность новых азот - и фосфоросоставляющих органических соединений, фенолов и фероценів». В 1982 году ВАК СССР присвоил ему ученое звание «профессор». В феврале 1983 года Волянский Ю. Л. с семьей переехал на постоянное место жительства в Харьков, где возглавил Харьковский НИИ микробиологии, вакцин и сывороток им. И. И. Мечникова МЗ Украины (ныне Институт микробиологии и иммунологии имени. И. Мечникова Академии медицинских наук Украины), которым руководил более 30 лет.

## Научная деятельность
Ю. Л. Волянский — ученый, авторитетность научных трудов которого признана мировым сообществом. Среди широкого круга направлений научной деятельности Ю. Л. Волянського самым значительным достижением является разработка концепции системного анализа, сопоставления и прогнозирования медицинских и социальных последствий ядерных катастроф на основе всесторонней оценки и обобщения материалов с ядерных испытаний на Семипалатинском и Новоземельном полигонах, чрезвычайных ситуаций на производстве «Маяк» (Южный Урал), аварии на Чернобыльской АЭС.
Им отработаны вопросы механизмов, этапности, последовательности и длительности негативных эффектов ядерного впечатления на отдельных территориях, соотношение стохастических и нестохастичних явлений в их сочетании. Им сформулированная гипотеза о неадекватности действующих подходов к оценке отдельных последствий ядерных катастроф исключительно с позиций влияния малых доз ионизирующей радиации, поскольку названные эффекты имеют комбинированный характер. Он обосновал вывод о доминирующей роли нейроиммунноэндокринной регуляции в патологии на фоне действия экстремальных факторов чрезвычайных ядерных ситуаций.
Большую научную ценность имеют достижения Ю. Л. Волянського в области изучения ВИЧ-инфекции и Спида. Им проанализированы гипотезы относительно происхождения этого заболевания, особенностей структуры и биологических свойств возбудителя. Он исследовал механизмы взаимодействия вируса иммунодефицита человека с рецепторным аппаратом клеток-мишеней, раскрыл особенности иммунного статуса при Спиде, обозначил роль аутоиммунных процессов в развитии этого заболевания и при реакции «трансплантант против хозяина».
Ю. Л. Волянский — автор 23 монографий, 418 научных статей, 23 методических рекомендаций для врачей и биологов, 16 лекарственных и профилактических препаратов, принятых к промышленному производству на Украине и за рубежом. Ему принадлежит 67 авторских свидетельств и патентов Украины и зарубежных стран на новые лекарства, способы получения, методы диагностики заболеваний.
Он более 20 лет представлял украинскую микробиологическую и фармацевтическую науку на международных конгрессах, симпозиумах, съездах, конференциях. Поддерживал активные международные связи с учеными России, Франции, Японии, Германии, США, Кубы, Польши, Венгрии, Италии. Его имя занесено в авторитетных международных библиографических изданий, в том числе энциклопедического словаря «Кто есть Кто в Украине». За выдающиеся научные достижения Юрий Леонидович в 1987 г. был награжден Почётной грамотой Президиума Верховного Совета УССР, а в 1991 г. ему первому в независимой Украине присвоено почетное звание «Заслуженный деятель науки и техники Украины».
Ю. Л. Волянский — основатель авторитетной научной школы, большинство из ученых которой работает в ВУЗах и научно-исследовательских учреждениях Украины. Под его руководством защищены 8 докторских и 32 кандидатские диссертации по медицинским, биологическим и ветеринарным наукам. Благодаря этим достижениям и настойчивой, кропотливой организационной работе он добился открытия в 1991 г. при ИМИ им. И. И. Мечникова АМН Украины специализированного совета по защите кандидатских и докторских диссертаций по специальности «микробиология», которую возглавлял до 1999 г. (до избрания членом экспертного совета ВАК Украины).
Кроме того, Ю. Л. Волянский был председателем Харьковского научного общества микробиологов и эпидемиологов, на общественных началах возглавлял Харьковский филиал Украинского научного общества эпидемиологов, микробиологов и паразитологов им. К. Д. Заболотного и Харьковский филиал Украинского микробиологического общества (секции микробиологов и эпидемиологов).
Он был членом редколлегии ведущих отечественных и зарубежных отраслевых журналов «Микробиологический журнал», «Вестник фармации», «Запорожский медицинский журнал», «Инфекционные болезни», «Клиническая фармация», «Провизор», «Медицинская радиология», «Антибиотики и химиотерапия», «Бюллетень экспериментальной медицины», основал издание в городе Харькове и был главным редактором международного профессионального журнала Анналы Мечниковского Института.

## Просветительская деятельность
Ю. Л. Волянский — организатор и педагог с более чем 30-летним стажем преподавательской работы. Он прошел путь от аспиранта кафедры до профессора, академика АН Высшей школы Украины. Ю. Л. Волянский был инициатором и организатором реформирования в 1988 г. Харьковского НИИ микробиологии, вакцин и сывороток им. И. И. Мечникова в Харьковский НИИ микробиологии и иммунологии им. И. И. Мечникова. За последние годы его научной деятельности непосредственно его усилиями в Институте был создан ряд новых, с современным научным направлением, тематических подразделений: лаборатория клинической иммунологии и аллергологии, лаборатория математического моделирования патологических, иммунологических и фармакотерапевтических процессов, лаборатория новых и малоизученных инфекционных заболеваний, лаборатория экологического и эпидемиологического мониторинга.
Ю. Л. Волянский обосновал необходимость и в 1987 г. организовал при Украинском институте усовершенствования врачей (впоследствии — Харьковская медицинская академия последипломного образования) кафедру клинической иммунологии и микробиологии, на которой проходят обучение для повышения квалификации по медицинской микробиологии и иммунологии врачи и биологи города Харькова, Харьковской области и других регионов Украины.
Ю. Л. Волянский активно сотрудничал со многими учреждениями здравоохранения, оказывая им организационно-методическую и практическую помощь. Выдающимся является его личный вклад в периоды предупреждения и ликвидации чрезвычайных ситуаций, во время которых на ИМИ им. I. I. Мечникова АМН Украины были возложены функции головного координирующего центра по стабилизации ситуации и недопущения массовых инфекционных заболеваний. Он принимал участие в разработке и проведении противоэпидемических и санитарно-ограничивающих мер для недопущения распространения в государстве особо опасных инфекционных заболеваний при выполнении Указов Президента Украины «О чрезвычайной ситуации по чуме и необходимые противоэпидемические мероприятия» (от 30.09.1994 г.), «О неотложных мерах борьбы с заболеваниями холерой» (от 19.09.1994 г.), Постановления Кабинета Министров Украины «О мерах для прекращения распространения заболеваемости холерой и чумой» (№ 679 от 03.10.1994 г.), соответствующих приказов и распоряжений Министерства здравоохранения Украины.
Наиболее ярким достижением Ю. Л. Волянського на этом направлении деятельности была высокорезультативная работа по ликвидации последствий аварии на Диканёвских очистных сооружениях в городе Харькове летом 1995 года.
Благодаря научно обоснованному и четко выполненном комплекса мер в чрезвычайно сложной и нестандартной экологической ситуации, возникшей в результате этой аварии в регионе Харьковской, Донецкой и Луганской областей, не было допущено осложнения эпидемической ситуации, удалось предотвратить массовые бактериальным и вирусным кишечным заболеванием. Предложения Ю. Л. Волянського относительно мер по недопущению кишечных инфекций были взяты за основу «Решения Правительственной комиссии по ликвидации последствий аварии на Диканевских очистных сооружениях» (от 17.07.1995 г.).
Выдающийся ученый и талантливый организатор здравоохранения Ю. Л. Волянский ушел из жизни 17 октября 2013.